# Amalda novaezelandiae
Amalda novaezelandiae is een slakkensoort uit de familie van de Ancillariidae. De wetenschappelijke naam van de soort is voor het eerst geldig gepubliceerd in 1859 door Sowerby II.